# Манфреди, Джан Галеаццо I
Джангалеаццо I Манфреди (итал. Giangaleazzo I Manfredi; умер 16 октября 1417, Фаэнца) — сеньор Фаэнцы с 1410 года. Сын Асторре I Манфреди (казнён в 1405), лишённого власти в Фаэнце в 1404 году.

## Биография
Пизанский собор 1409 года объявил низложенными пап Григория XII и Бенедикта XIII, избрав вместо них Александра V. Григорий XII не признал решения собора. Чтобы укрепить свои позиции в Романье, он стал искать союзников, и решил вернуть роду Манфреди конфискованные владения.
С июня 1410 года Джангалеаццо I Манфреди — сеньор и папский викарий Фаенцы, Фузиньяно, Донигаглии, Савиньяно, Джессо, Чезате, Кварнето, Фоньяно, Кавины, Форнаццано, Сан-Кассиано, Монтальберго, Санта-Мария в Монтальто, Сан Проколо и Кастеля Ладеркио, с 1412 граф Бризигеллы и Валь Лемоне (получил этот титул от папы Григория XII), с 1416 года сеньор Ориоло.

## Семья
Был женат (с ноября 1397) на Джентиле Малатеста, дочери Галеотто Малатеста, сеньора Римини, Фано и Чезены.
Дети:
- Карло I (1406—1420)
- Гвидантонио (1407—1448)
- Марция (1408—1460), жена Томмазо Кампофрегозо — дожа Генуи
- Асторре II (1412—1468)
- Джиневра (ум. 1447), жена генуэзского патриция Спинетта Фрегрозо, и вторым браком — Остазио да Полента, сеньора Равенны.
- Джангалеаццо II (ум. 1465).

Джангалеаццо I умер в Фаэнце 16 октября 1417 года. Ему наследовали сыновья, правившие совместно (первое время — под опекой матери).